# Ik weet er alles van!
Ik weet er alles van! is een Nederlands spelprogramma dat uitgezonden wordt op RTL 4. De presentatie van het programma is in handen van Ruben Nicolai. Het programma wordt sinds 8 juli 2019 jaarlijks uitgezonden als vervanging van Goede tijden, slechte tijden tijdens de jaarlijkse zomerstop. In 2023 en 2024 eindigden de seizoenen van Ik weet er alles van! rond begin augustus om plaats te maken voor de quiz Waar gaat het over?

## Inhoud
Zes kandidaten nemen het tegen elkaar op door middel van het beantwoorden van vragen over elkaars specialisme. Hoe meer vragen goed worden beantwoord, des te meer geld kan worden verdiend. Kandidaten blijven maximaal één week.

## Opzet

### Eerste ronde
In de eerste ronde worden er zes vragen gesteld. Ieders specialisme komt één keer voor en elk antwoord levert € 50,- op. Degene met de meeste goede antwoorden is voor de aflevering de spotspeler en komt bij Ruben Nicolai te staan. Zijn er meerdere kandidaten met de hoogste score, dan is degene die het snelst de antwoorden heeft ingetoetst de winnaar van de eerste ronde.

### Drie fotorondes
Daarna komen drie fotorondes, er worden vier categorieën getoond waaruit de spotspeler er een kiest. De kandidaten krijgen een vraag, waarna ze tien seconden lang tien foto's te zien krijgen. De spotspeler mag daarna aangeven bij hoeveel foto's hij/zij het juiste antwoord op de gestelde vraag denkt te weten. Zet iemand anders hoger in, dan mag de spotspeler zelf voor dat hogere aantal gaan spelen of de fotoronde doorgeven aan (een van) degene(n) met de hoogste inzet. Elk goed antwoord is € 50,- waard. Als het aantal juiste antwoorden niet gehaald wordt door de spotspeler, wordt het geld verdeeld over de tegenspeler(s) die het meeste ingezet had(den). Andersom ontvangt de spotspeler het geld als de kandidaat het niet haalt.

### Finaleronde
Na de drie fotorondes volgt de finale. Over het specialisme van de spotspeler worden twee vragen gesteld, over de andere specialismen één. De spotspeler heeft meer tijd voor het beantwoorden van de vragen. De score van de spotspeler is voor iedereen bekend, maar die van de overige kandidaten wordt niet prijsgegeven. Hierna moet de spotspeler minstens één speler aanwijzen van wie hij/zij denkt dat deze evenveel of minder antwoorden goed heeft dan de spotspeler zelf. Is dit inderdaad zo, dan 'steelt' de spotspeler het verdiende geld van deze geselecteerde kandidaat. Dit mag de spotspeler desgewenst bij meerdere tegenspelers doen. Indien de spotspeler alle vragen goed heeft, krijgt hij/zij automatisch het geld van alle andere kandidaten (clean sweep). Als niemand hoger heeft gescoord dan de spotspeler, dan zou deze ieders gewonnen geld over kunnen nemen door iedere tegenspeler aan te wijzen. Echter, heeft de tegenspeler meer goede antwoorden, dan bemachtigt de desbetreffende kandidaat al het geld van de spotspeler (deze mag vervolgens geen spelers aanwijzen). De spotspeler mag ieder moment stoppen met spelers aanwijzen. De laatste kandidaat die geld overnam van een ander, of dit nu de spotspeler is of de door hem/haar geselecteerde tegenspeler, mag ervoor kiezen om te stoppen en het geld in ontvangst te nemen, of om net als de rest het verdiende geld mee te nemen naar de volgende dag en dan verder te spelen. Kiest de speler voor het eerste, dan komt er in de komende aflevering een nieuwe speler bij. Op het eind worden de scores van alle andere spelers bekendgemaakt.

### Dubbel geld donderdag/vrijdag
Op de laatste uitzenddag van de week leveren goede antwoorden tweemaal zoveel geld op. In seizoen twee was dit op donderdag, de andere seizoenen op vrijdag.

## Seizoensoverzicht
Ik weet er alles van!
| Seizoen | Aantal afleveringen | Start seizoen | Start seizoen | Einde seizoen    | Einde seizoen |
| Seizoen | Aantal afleveringen | Datum         | Kijkcijfers   | Datum            | Kijkcijfers   |
| ------- | ------------------- | ------------- | ------------- | ---------------- | ------------- |
| 1       | 30                  | 8 juli 2019   | 791.000       | 16 augustus 2019 | 801.000       |
| 2       | 52                  | 1 juni 2020   | 653.000       | 27 augustus 2020 | 1.325.000     |
| 3       | 25                  | 19 juli 2021  | 780.000       | 20 augustus 2021 | 687.000       |
| 4       | 25                  | 18 juli 2022  | 865.000       | 19 augustus 2022 | 847.000       |
| 5       | 40                  | 5 juni 2023   | 750.000       | 28 juli 2023     | 906.000       |
| 6       | 45                  | 3 juni 2024   | 890.000       | 2 augustus 2024  | 657.000       |
| 7       | 35 (22 aug)         | 7 juli 2025   | 1.043.000     | n.n.b.           | n.n.b.        |

Ik weet er alles van! VIPS
| Seizoen | Aantal afleveringen | Start seizoen    | Start seizoen | Einde seizoen    | Einde seizoen |
| Seizoen | Aantal afleveringen | Datum            | Kijkcijfers   | Datum            | Kijkcijfers   |
| ------- | ------------------- | ---------------- | ------------- | ---------------- | ------------- |
| 1       | 8                   | 17 augustus 2020 | 1.330.000     | 27 augustus 2020 | 1.153.000     |
| 2       | 5                   | 12 juli 2021     | 893.000       | 16 juli 2021     | 637.000       |
| 3       | 5                   | 11 juli 2022     | 824.000       | 15 juli 2022     | 809.000       |

Ik weet er alles van! Junior
| Seizoen | Aantal afleveringen | Start seizoen    | Start seizoen | Einde seizoen    | Einde seizoen |
| Seizoen | Aantal afleveringen | Datum            | Kijkcijfers   | Datum            | Kijkcijfers   |
| ------- | ------------------- | ---------------- | ------------- | ---------------- | ------------- |
| 1       | 5                   | 23 augustus 2021 | 877.000       | 27 augustus 2021 | 805.000       |
| 2       | 5                   | 22 augustus 2022 | 870.000       | 26 augustus 2022 | 933.000       |
| 3       | 5                   | 31 juli 2023     | 742.000       | 4 augustus 2023  | 760.000       |

## Specials
Nadat het programma positief werd ontvangen door de kijkers en critici werd er besloten te werken aan spin-offs van het programma. Zo verscheen er in de zomers van 2020 en 2021 een speciaal seizoen onder de naam Ik weet er alles van! VIPS en in de zomers van 2021, 2022 en 2023 Ik weet er alles van! Junior. Deze specials worden tevens door Ruben Nicolai gepresenteerd en uitgezonden door RTL 4. 

### Ik weet er alles van! VIPS
In augustus 2020 verscheen de eerste special van het televisieprogramma onder de naam Ik weet er alles van! VIPS. In deze speciale variant van het programma doen enkel bekende Nederlanders mee. Het eerste VIPS seizoen werd uitgezonden in de late avond in de laatste twee weken van het seizoen van het oorspronkelijk programma. Aan de eerste week van deze editie deden de volgende bekende deelnemers mee: Robèrt van Beckhoven, Melissa Drost, Euvgenia Parakhina, Nienke Plas, Dave von Raven, Rintje Ritsma en Eddy Zoëy. In de twee week waren Maik de Boer, Steven Brunswijk, Tania Kross, Fajah Lourens, Gers Pardoel, Martine Sandifort en Samantha Steenwijk te zien.
Het tweede VIPS-seizoen in 2021 duurde maar één week in plaats van twee en startte een week voordat het reguliere seizoen van het programma begon. Aan het tweede seizoen deden Gaby Blaaser, René le Blanc, Edson da Graça, Erik Van Looy, Klaasje Meijer en Monique Smit mee. In het derde seizoen was Carolina Dijkhuizen de beste kandidaat. Ze won 5000 euro voor haar goede doel.

### Ik weet er alles van! Junior
Na het succes van het programma en de VIPS-versie verscheen in augustus 2021 de tweede special van het televisieprogramma onder de naam Ik weet er alles van! Junior. In deze speciale variant van het programma doen enkel kinderen mee in de leeftijdscategorie van tien tot veertien jaar oud. In afwijking van de andere versies is bij de Juniorversie een goed antwoord € 10,- waard (op vrijdag € 20,-). Het eerste Juniorseizoen werd aansluitend aan het oorspronkelijke seizoen van het programma uitgezonden, in de laatste week voordat GTST weer begon. In 2022 werd in deze week het tweede Juniorseizoen uitgezonden. In 2023 en 2024 werd de junioreditie niet meer uitgezonden in de laatste week voordat GTST weer begint, maar eind juli, begin augustus, omdat het seizoen van Ik weet er alles van! vanaf dat jaar eerder eindigt. Vanwege de langere zomerstop van GTST werd in deze jaren in de laatste drie weken daarvan een andere quiz uitgezonden, Waar gaat het over? gepresenteerd door Tijl Beckand. In 2025 duurt de zomerstop van GTST echter weer twee maanden (alleen juli en augustus) en wordt Waar gaat het over? niet uitgezonden.

## Ontvangst
Het programma dient als vervanging van de RTL 4-soap Goede tijden, slechte tijden tijdens zijn zomerstop in juli en augustus en in 2023 en 2024 in juni en juli. Ik weet er alles van! werd door de kijkers en critici positief ontvangen. Het programma wist zelfs regelmatig hogere kijkcijfers te scoren dan het programma waarvoor het als tijdelijke vervanger diende.